# József Herman
József Herman (* 18. August 1924 in Budapest; † 9. Oktober 2005 in Telki, Komitat Pest) war ein ungarischer Romanist und Latinist.

## Leben und Werk
Herman studierte in Budapest und in Paris. Er war an der Eötvös-Loránd-Universität Professor ab 1962 und Inhaber des Lehrstuhls für Romanische Philologie von 1975 bis 1994, lehrte aber auch als Gastprofessor in Paris, Wien, Göttingen und schließlich von 1992 bis 1999 in Venedig. Von 1977 bis 1987 war er Herausgeber der Zeitschrift Acta Linguistica Hungarica.
Sein französisch geschriebenes Buch über das Vulgärlatein wurde ins Japanische, Spanische und Englische übersetzt.

## Werke (Auswahl)
- Les Changements analogiques. Essai sur le problème du développement de la structure grammaticale, Budapest 1951
- (mit Tiborné Kelemen) Gyakorlatok a francia leiró nyelvtanhoz. Kézirat, Budapest 1962
- La formation du système roman des conjonctions de subordination, Berlin(-Ost) 1963
- A francia nyelv története. A latin nyelvtől az újlatin nyelvekig, Budapest 1966
- Précis de phonétique française, Budapest  1966
- Précis d’histoire de la langue française, Budapest 1967
- Le latin vulgaire, Paris 1967, 1970, 1975  (Que sais-je ? 1247; japanisch: Tokio 1971; spanisch: El latin vulgar, Barcelona 1997; englisch: Vulgar Latin, Philadelphia 2000)
- Phonétique et phonologie du français contemporain, Budapest 1984, 1993
- Du latin aux langues romanes. Etudes de linguistique historique, hrsg. von  Sándor Kiss, Tübingen 1990  (Vorwort von Jacques Monfrin)
- Du latin aux langues romanes II. Nouvelles études de linguistique historique, hrsg. von  Sándor Kiss,  Tübingen 2006  (Vorwort von Alberto Varvaro)

### Herausgebertätigkeit
- (Hrsg.) Études contrastives sur le français et le hongrois, Debrecen 1974
- (Hrsg.) Latin vulgaire – latin tardif I. Actes du Ier Colloque international sur le latin vulgaire et tardif, Pécs, 2–5 septembre 1985, Tübingen 1987
- (Hrsg.) Linguistic studies on Latin. Selected papers from the 6th international colloquium on Latin linguistics, Budapest, 23–27 March 1991, Amsterdam 1994
- (Hrsg.) La transizione dal latino alle lingue romanze. Atti della tavola rotonda di linguistica storica, Università Ca’ Foscari di Venezia, 14–15 giugno 1996, Tübingen 1998
- (Hrsg. mit Anna Marinetti)  La preistoria dell’italiano. Atti della tavola rotonda di linguistica storica, Universita Ca’ Foscari di Venezia 11–13 giugno 1998, Tübingen 2000
- (Hrsg. mit Hannah Rosén) Petroniana. Gedenkschrift für Hubert Petersmann, Heidelberg 2003